# Clã Toki

O Mon do Clã Toki

O Clã Toki (土岐氏, Toki-shi) era um poderoso clã que governava do Período Kamakura ao Período Edo da História do Japão. Descendem do Imperador Seiwa através de Minamoto no Yorimitsu do Clã Minamoto (Seiwa Genji).
O Clã tinha sua sede na cidade de Toki na Província de Mino. A família aderiu às crenças Zen budistas e fundou muitos templos, incluindo o Shōhō-ji , onde se localiza a estátua do Grande Buda de Gifu e  o Sōfuku-ji , na cidade de Gifu.

## História
Minamoto no Mitsunobu , da quarta geração de descendentes de Yorimitsu, foi o primeiro a se estabelecer na cidade de Toki. Foi ele quem batizou e iniciou o Clã Toki. Toki Yorisada , cujo avô materno era Hōjō Sadatoki , shikken do Shogunato Kamakura , lutou contra a dinastia do sul com Ashikaga Takauji .
A partir do Período Muromachi até o Período Sengoku , o Clã Toki governou a Província de Mino. Toki Yasuyuki foi shugo (governador) de três províncias: Mino, Owari e Ise. Quando o Shōgun tentou tomar Owari, Yasuyuki resistiu numa luta que durou dois anos (1389-1391).
Toki Shigeyori se aliou ao Clã Yamana durante a Guerra de Ōnin e, em 1487, invadiu a parte sul da Província de Omi. O ramo principal do Clã Toki perdeu os seus bens em 1542 durante as guerras civis que dizimou Província de Mino, quando Toki Yoshiyori (então governador de Mino) foi derrotado por Saitō Dosan . Toki Sadamasa (1551-1597) perdeu seu pai aos dois anos de idade e foi levado a Província de Mikawa . Com 14 anos de idade entrou para o  exército de Tokugawa Ieyasu. Em 1590, ele foi nomeado daimyo de Soma ( Província de Shimōsa ) e reavivou a antiga glória dos Toki. Em 1868, no final do Período Tokugawa , seus descendentes foram daimyo de Numata ( Província Kōzuke ).
Os Toki também foram famosos por seus ramos: Os Clãs Asano, Hida, Ikeda, Akechi e Takenaka .